# Референдум в Люксембург (1919)
Двоен референдум се провежда на 28 септември 1919 г. в Люксембург.
Избирателите са запитани кой да е държавнитя глава и дали трябва да се създаде икономически съюз с Франция или с Белгия. Избирателната активност е 72,1 %.

## Резултати

### Държавен глава
| Избора                                              | Гласове | %    |
| --------------------------------------------------- | ------- | ---- |
| Велика херцогиня Шарлота                            | 66 811  | 77,8 |
| Република                                           | 16 885  | 19,7 |
| Да се запази династията, но да се замени Шарлота    | 1286    | 1,5  |
| Да се запази монархията, но да се замени династията | 889     | 1,0  |
| Невалидни/празни гласове                            | 5113    | -    |
| Общо                                                | 90 984  | 100  |
| Източник: Nohlen & Stöver                           |         |      |

### Икономически съюз
| Избора                    | Гласове | %    |
| ------------------------- | ------- | ---- |
| Франция                   | 60 133  | 73.0 |
| Белгия                    | 22 242  | 27.0 |
| Невалидни/празни гласове  | 5113    | -    |
| Общо                      | 90 984  | 100  |
| Източник: Nohlen & Stöver |         |      |